# Juniorvärldsmästerskapen i nordisk skidsport 2023
Junior- och U23-världsmästerskapen i nordisk skidsport 2023 arrangerades mellan den 28 januari och 5 februari 2023 i Whistler i Kanada. Det var den 46:e upplagan av juniorvärldsmästerskapen i nordisk skidsport.

## Tävlingsprogram
Alla tider är lokala (UTC–8).
| Datum      | Tid   | Gren                                                     |
| ---------- | ----- | -------------------------------------------------------- |
| 28 januari | 10:00 | Sprint (K), juniorer, herrar Sprint (K), juniorer, damer |
| 29 januari | 10:00 | Sprint (K), U23, herrar Sprint (K), U23, damer           |
| 30 januari | 10:00 | 20 km (K) masstart, juniorer, damer                      |
| 30 januari | 12:30 | 20 km (K) masstart, juniorer, herrar                     |
| 31 januari | 10:00 | 20 km (K) masstart, U23, damer                           |
| 31 januari | 12:30 | 20 km (K) masstart, U23, herrar                          |
| 2 februari | 10:00 | 10 km (F), juniorer, damer                               |
| 2 februari | 12:00 | 10 km (F), juniorer, herrar                              |
| 3 februari | 10:00 | 10 km (F), U23, damer                                    |
| 3 februari | 11:30 | 10 km (F), U23, herrar                                   |
| 4 februari | 10:00 | 4 × 5 km mixstafett, juniorer                            |
| 4 februari | 12:00 | 4 × 5 km mixstafett, U23                                 |

| Datum      | Tid         | Gren                                            |
| ---------- | ----------- | ----------------------------------------------- |
| 1 februari | 10:00 14:00 | Lagtävling i normalbacke, herrar / 4×5 km       |
| 3 februari | 09:45 13:30 | Normalbacke + 5 km, damer                       |
| 3 februari | 11:30 14:30 | Normalbacke + 10 km, herrar                     |
| 4 februari | 10:30 14:00 | Mixad lagtävling i normalbacke / 5+2,5+2,5+5 km |

| Datum      | Tid   | Gren                             |
| ---------- | ----- | -------------------------------- |
| 2 februari | 12:30 | Normalbacke, damer               |
| 2 februari | 15:00 | Normalbacke, herrar              |
| 4 februari | 12:30 | Lagtävling i normalbacke, herrar |
| 4 februari | 15:00 | Lagtävling i normalbacke, damer  |
| 5 februari | 11:00 | Mixad lagtävling i normalbacke   |

## Medaljsammanfattning

### Juniorer

#### Längdåkning
| Gren               | Guld                                                                                       | Guld      | Silver                                                             | Silver    | Brons                                                                | Brons     |
| Juniorer, herrar   |                                                                                            |           |                                                                    |           |                                                                      |           |
| Sprint (K)         | Anton Grahn Sverige                                                                        | 2.48,95   | Elias Danielsson Sverige                                           | 2.50,14   | Eero Rantala Finland                                                 | 2.48,07   |
| 10 km (F)          | Niko Anttola Finland                                                                       | 23.35,4   | Lars Heggen Norge                                                  | 23.41,4   | Thomas Linnebo Mollestad Norge                                       | 23.42,7   |
| 20 km masstart (K) | Mathias Holbæk Norge                                                                       | 53.05,7   | Niko Anttola Finland                                               | 53.13,4   | Kristian Kollerud Norge                                              | 53.33,8   |
| Juniorer, damer    |                                                                                            |           |                                                                    |           |                                                                      |           |
| Sprint (K)         | Eevi-Inkeri Tossavainen Finland                                                            | 3.11,14   | Milla Grosberghaugen Andreassen Norge                              | 3.13,55   | Lisa Eriksson Sverige                                                | 3.13,68   |
| 10 km (F)          | Milla Grosberghaugen Andreassen Norge                                                      | 26.55,7   | Tuva Anine Brusveen-Jensen Norge                                   | 27.01,8   | Marina Kälin Schweiz                                                 | 27.11,0   |
| 20 km masstart (K) | Milla Grosberghaugen Andreassen Norge                                                      | 1:01.17,6 | Lisa Eriksson Sverige                                              | 1:01.38,8 | Eevi-Inkeri Tossavainen Finland                                      | 1:01.51,5 |
| Juniorer, mixat    |                                                                                            |           |                                                                    |           |                                                                      |           |
| 4 × 5 km stafett   | NorgeMilla Grosberghaugen Andreassen Lars Heggen Tuva Anine Brusveen-Jensen Mathias Holbæk | 51.32,7   | SverigeLisa Eriksson Elias Danielsson Tove Eriksson Erik Bergström | 52.06,2   | ItalienIris De Martin Pinter Davide Ghio Nadine Laurent Aksel Artusi | 52.12,9   |

#### Nordisk kombination
| Gren                                    | Guld                                                                     | Guld    | Silver                                                                       | Silver  | Brons                                                            | Brons   |
| Juniorer, herrar                        |                                                                          |         |                                                                              |         |                                                                  |         |
| Normalbacke + 10 km                     | Iacopo Bortolas Italien                                                  | 25.59,2 | Tristan Sommerfeldt Tyskland                                                 | 26.02,5 | Paul Walcher Österrike                                           | 26.09,1 |
| Lagtävling normalbacke + 4 × 5 km       | TysklandRichard Stenzel Pepe Schula Benedikt Gräbert Tristan Sommerfeldt | 50.17,8 | NorgeJens Dahlseide Kvamme Eidar Johan Strøm Torje Seljeset Andreas Ottesen  | 50.20,7 | ÖsterrikeKilian Gütl Paul Walcher Samuel Lev Severin Reiter      | 50.20,8 |
| Juniorer, damer                         |                                                                          |         |                                                                              |         |                                                                  |         |
| Normalbacke + 5 km                      | Annika Sieff Italien                                                     | 14.42,9 | Natalie Armbruster Tyskland                                                  | 14.59,2 | Lisa Hirner Österrike                                            | 15.24,1 |
| Juniorer, mixat                         |                                                                          |         |                                                                              |         |                                                                  |         |
| Lagtävling normalbacke + 5+2,5+2,5+5 km | ÖsterrikeKilian Gütl Lisa Hirner Annalena Slamik Paul Walcher            | 37.01,9 | TysklandBenedikt Gräbert Cindy Haasch Natalie Armbruster Tristan Sommerfeldt | 37.04,0 | ItalienManuel Senoner Greta Pinzani Annika Sieff Iacopo Bortolas | 37.20,7 |

#### Backhoppning
| Gren                     | Guld                                                                    | Guld  | Silver                                                             | Silver | Brons                                                                    | Brons |
| Juniorer, herrar         |                                                                         |       |                                                                    |        |                                                                          |       |
| Normalbacke              | Vilho Palosaari Finland                                                 | 257,9 | Jonas Schuster Österrike                                           | 257,3  | Jan Habdas Polen                                                         | 256,3 |
| Lagtävling i normalbacke | ÖsterrikeJulijan Smid Louis Obersteiner Stephan Embacher Jonas Schuster | 972,5 | PolenMarcin Wróbel Klemens Joniak Kacper Tomasiak Jan Habdas       | 966,7  | SlovenienTaj Ekart Rok Masle Gorazd Završnik Maksim Bartolj              | 925,8 |
| Juniorer, damer          |                                                                         |       |                                                                    |        |                                                                          |       |
| Normalbacke              | Alexandria Loutitt Kanada                                               | 260,7 | Nika Prevc Slovenien                                               | 245,8  | Julia Mühlbacher Österrike                                               | 221,1 |
| Lagtävling i normalbacke | JapanNagomi Nakayama Yuzuki Sato Kurumi Ichinohe Ringo Miyajima         | 805,3 | SlovenienAjda Košnjek Nika Vetrih Taja Bodlaj Nika Prevc           | 785,5  | TysklandAnne Häckel Lia Böhme Anna-Fay Scharfenberg Michelle Göbel       | 725,6 |
| Juniorer, mixat          |                                                                         |       |                                                                    |        |                                                                          |       |
| Lagtävling i normalbacke | SlovenienAjda Košnjek Rok Masle Nika Prevc Maksim Bartolj               | 920,2 | JapanNagomi Nakayama Ritsuta Sugiyama Kurumi Ichinohe Asahi Sakano | 875,2  | TysklandAnna-Fay Scharfenberg Ben Bayer Michelle Göbel Sebastian Schwarz | 873,7 |

### U23

#### Längdåkning
| Gren               | Guld                                                                       | Guld      | Silver                                                                | Silver    | Brons                                                      | Brons     |
| U23, herrar        |                                                                            |           |                                                                       |           |                                                            |           |
| Sprint (K)         | Ansgar Evensen Norge                                                       | 2.44,99   | George Ersson Sverige                                                 | 2.45,89   | Emil Danielsson Sverige                                    | 2.45,13   |
| 10 km (F)          | Martin Kirkeberg Mørk Norge                                                | 22.52,1   | Lars Agnar Hjelmeset Norge                                            | 23.19,0   | Jonas Vika Norge                                           | 23.35,5   |
| 20 km masstart (K) | Jonas Vika Norge                                                           | 54.25,7   | Edvard Sandvik Norge                                                  | 54.27,0   | Julien Arnaud Frankrike                                    | 54.29,3   |
| U23, damer         |                                                                            |           |                                                                       |           |                                                            |           |
| Sprint (K)         | Jasmin Kähärä Finland                                                      | 3.10,01   | Kristin Austgulen Fosnæs Norge                                        | 3.12,81   | Sigrid Leseth Føyen Norge                                  | 3.13,61   |
| 10 km (F)          | Helen Hoffmann Tyskland                                                    | 26.13,0   | Izabela Marcisz Polen                                                 | 26.14,5   | Margrethe Bergane Norge                                    | 26.17,4   |
| 20 km masstart (K) | Kristin Austgulen Fosnæs Norge                                             | 1:01.40,0 | Lisa Lohmann Tyskland                                                 | 1:01.42,3 | Margrethe Bergane Norge                                    | 1:01.47,2 |
| U23, mixat         |                                                                            |           |                                                                       |           |                                                            |           |
| 4 × 5 km stafett   | FrankrikeEve-Ondine Duchaufour Julien Arnaud Julie Pierrel Gaspard Rousset | 51.05,0   | SverigeLouise Lindström Gustav Kvarnbrink Moa Hansson Truls Gisselman | 51.05,5   | SchweizNadja Kälin Nicola Wigger Anja Weber Antonin Savary | 51.08,3   |

### Medaljtabeller

#### Sammanlagd
*   Värdland ( Kanada)
| Nr                   | Nation               | Guld | Silver | Brons | Totalt |
| -------------------- | -------------------- | ---- | ------ | ----- | ------ |
| 1                    | Norge                | 8    | 7      | 6     | 21     |
| 2                    | Finland              | 4    | 1      | 2     | 7      |
| 3                    | Tyskland             | 2    | 4      | 2     | 8      |
| 4                    | Österrike            | 2    | 1      | 4     | 7      |
| 5                    | Italien              | 2    | 0      | 2     | 4      |
| 6                    | Sverige              | 1    | 5      | 2     | 8      |
| 7                    | Slovenien            | 1    | 2      | 1     | 4      |
| 8                    | Japan                | 1    | 1      | 0     | 2      |
| 9                    | Frankrike            | 1    | 0      | 1     | 2      |
| 10                   | Kanada*              | 1    | 0      | 0     | 1      |
| 11                   | Polen                | 0    | 2      | 1     | 3      |
| 12                   | Schweiz              | 0    | 0      | 2     | 2      |
| Totalt (12 nationer) | Totalt (12 nationer) | 23   | 23     | 23    | 69     |

#### Juniorer
*   Värdland ( Kanada)
| Nr                   | Nation               | Guld | Silver | Brons | Totalt |
| -------------------- | -------------------- | ---- | ------ | ----- | ------ |
| 1                    | Norge                | 4    | 4      | 2     | 10     |
| 2                    | Finland              | 3    | 1      | 2     | 6      |
| 3                    | Österrike            | 2    | 1      | 4     | 7      |
| 4                    | Italien              | 2    | 0      | 2     | 4      |
| 5                    | Tyskland             | 1    | 3      | 2     | 6      |
| 6                    | Sverige              | 1    | 3      | 1     | 5      |
| 7                    | Slovenien            | 1    | 2      | 1     | 4      |
| 8                    | Japan                | 1    | 1      | 0     | 2      |
| 9                    | Kanada*              | 1    | 0      | 0     | 1      |
| 10                   | Polen                | 0    | 1      | 1     | 2      |
| 11                   | Schweiz              | 0    | 0      | 1     | 1      |
| Totalt (11 nationer) | Totalt (11 nationer) | 16   | 16     | 16    | 48     |

#### U23
| Nr                  | Nation              | Guld | Silver | Brons | Totalt |
| ------------------- | ------------------- | ---- | ------ | ----- | ------ |
| 1                   | Norge               | 4    | 3      | 4     | 11     |
| 2                   | Tyskland            | 1    | 1      | 0     | 2      |
| 3                   | Frankrike           | 1    | 0      | 1     | 2      |
| 4                   | Finland             | 1    | 0      | 0     | 1      |
| 5                   | Sverige             | 0    | 2      | 1     | 3      |
| 6                   | Polen               | 0    | 1      | 0     | 1      |
| 7                   | Schweiz             | 0    | 0      | 1     | 1      |
| Totalt (7 nationer) | Totalt (7 nationer) | 7    | 7      | 7     | 21     |